# Nave punica di Marsala

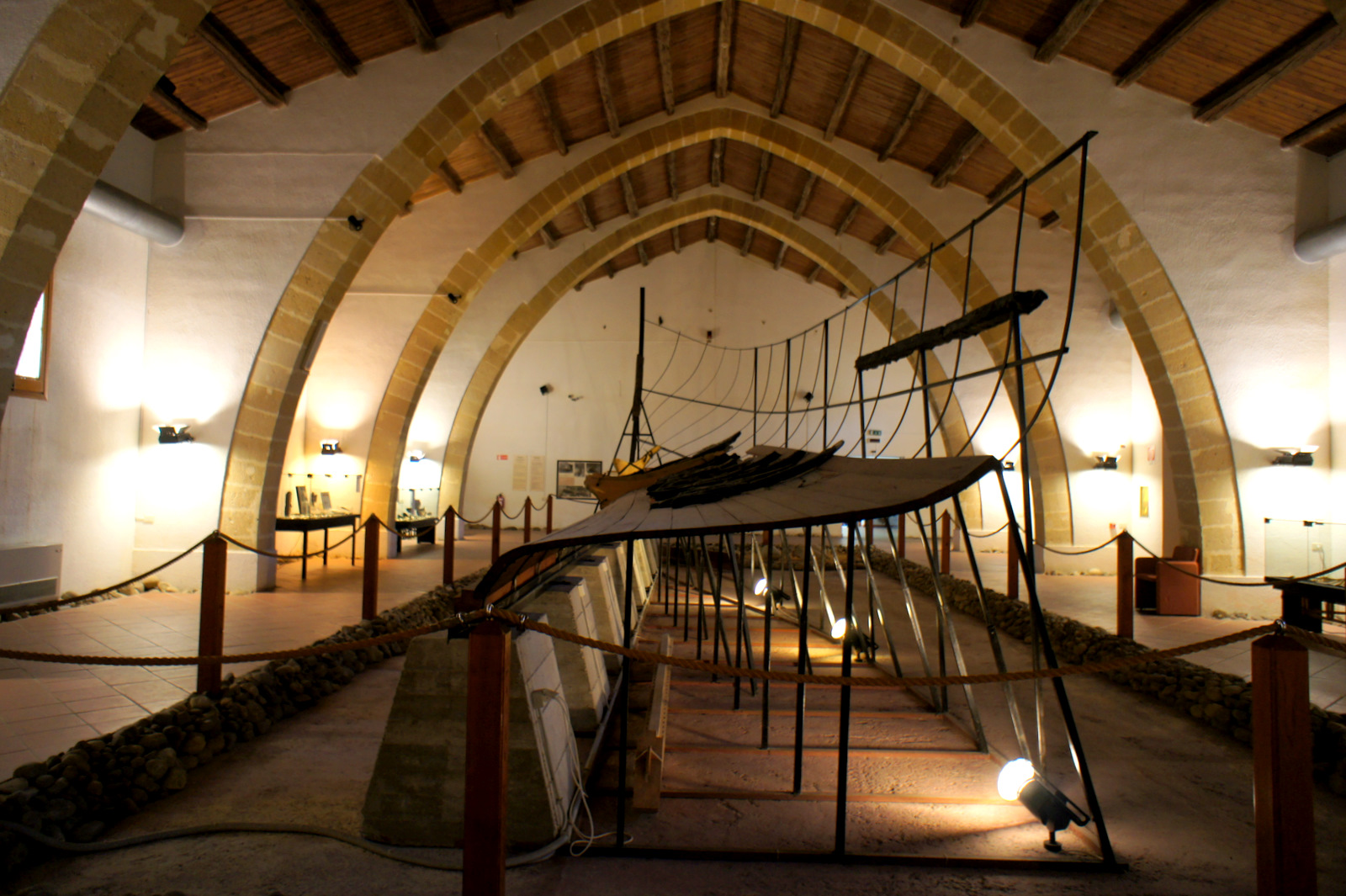
La nave punica al Baglio Anselmi

Il relitto della nave punica di Marsala custodito nel Museo Archeologico Baglio Anselmi di Marsala è al 2007 l'unico esemplare di nave punica esistente.

## Storia
Per quanto riguarda la fabbricazione di navi, i punici erano famosi in tutto il mar Mediterraneo per l'abilità e la velocità con cui le costruivano.  Questi infatti usavano una tecnica molto particolare che consisteva nel costruire pezzi singoli di nave, dei “prefabbricati”, che venivano segnati con lettere e segni particolari, creando una sorta di puzzle, che permetteva in modo semplice e veloce il riassemblaggio in un oggetto unico.

### Il ritrovamento
Nel 1969, durante i lavori di scavo da parte di una draga vennero scoperti dei vasi antichi e altri reperti nella zona di Punta Scario, al largo dell'Isola Grande, presso l'imboccatura nord della laguna dello Stagnone. Nel 1971 il movimento di un banco di sabbia fece emergere la poppa della nave a pochi metri sotto il livello del mare, nei pressi del canale artificiale punico (“fretum intraboream”) che oggi è andato perduto. Lo scavo iniziò immediatamente, affidato all'archeologa Honor Frost. Il recupero della nave è avvenuto tra gli anni 1971 e 1974.
Terminati gli scavi, i legni della nave vennero conservati in acqua dolce e successivamente montati e conservati in questo baglio, adibito per l'occasione a museo.
Della nave punica di Marsala, purtroppo, si conservano solo alcune parti, che vengono comunque ammirate da molti studiosi e turisti di tutto il mondo.

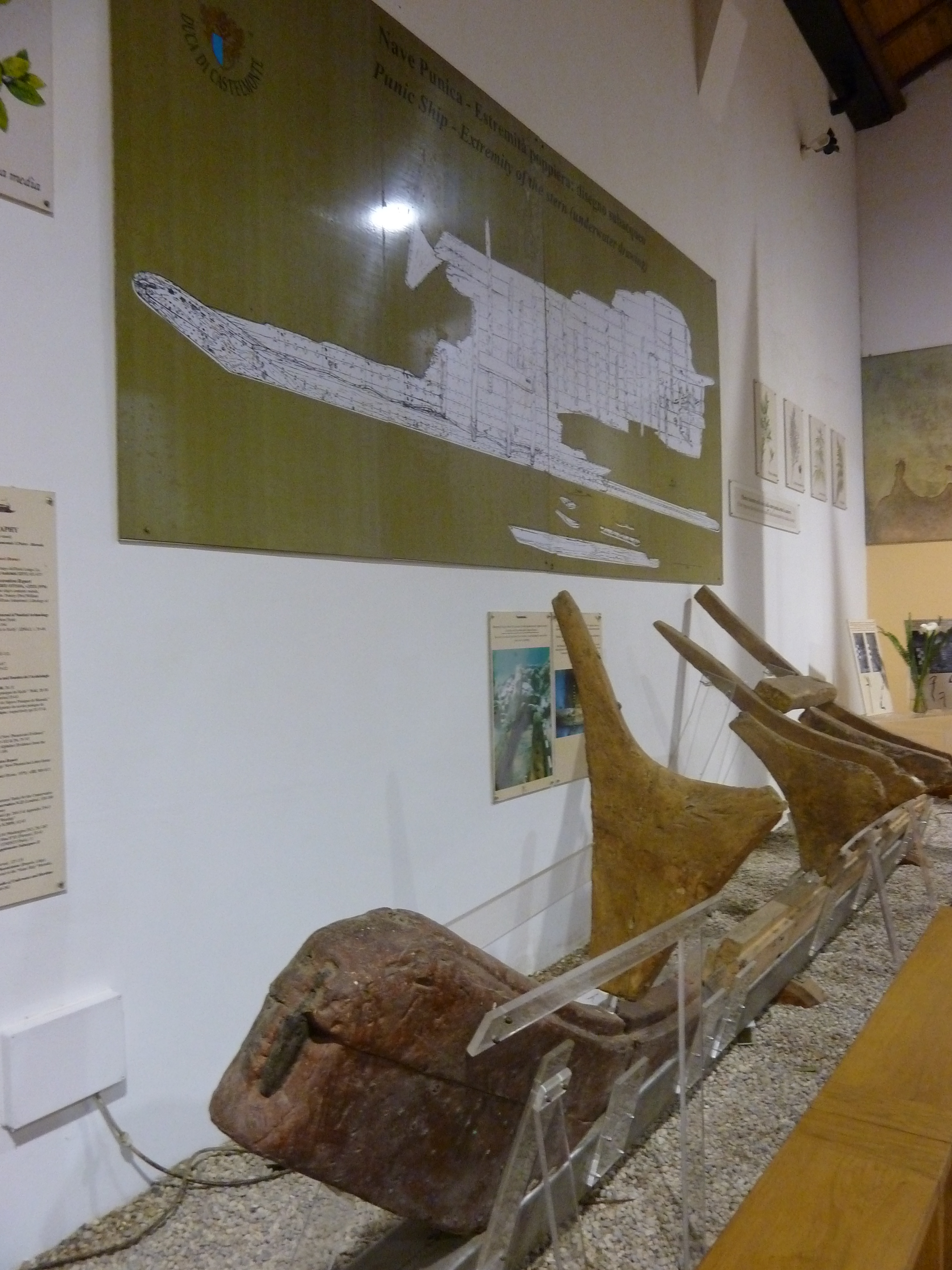
I resti della chiglia della nave

### I materiali trovati a bordo
Al momento della scoperta furono trovati, tra i resti dello scafo, anche altri oggetti che facevano comunque parte dell'imbarcazione o che appartenevano ai membri dell'equipaggio:
- sassi usati per zavorra che, con molta probabilità, provenivano dalle coste laziali
- ossa di animali tagliate a pezzi
- noccioli d'oliva e gusci di noce (forse la nave affondò in un periodo autunnale o invernale, data l'assenza di resti di frutta fresca)
- foglie di cannabis sativa (forse utilizzata per alleviare le fatiche dei marinai)
- scopa in sparto (fibra vegetale utilizzata ancora oggi per fare i panieri)
- corde “piombate”, ossia intrecciate e rinforzate grazie a uno strumento in legno terminante a punta e che ancora oggi viene utilizzato (la caviglia)
- boccali, piatti, ciotole, un mortaio, tappi di sughero
- un pugnale

Questi ed altri reperti sono stati analizzati con il carbonio 14 e concordano nel datare la nave alla metà del III secolo a.C.

### I trattamenti per la conservazione
A Marsala in un primo momento vennero esposti solo i pezzi di legno disassemblati, mentre la nave intera fu assemblata solo dopo che alcuni tecnici locali, i fratelli Bonanno, costruttori di barche e navi, riuscirono a ricostruire l'imbarcazione sotto la guida di Austin P. Farrar, un ingegnere navale della missione di scavo inglese, grazie alle lettere e ai segni presenti sul materiale recuperato.
Naturalmente va detto che non furono rinvenuti tutti i pezzi originari. Fu trovata solamente una parte di questi, ovvero la poppa e la fiancata di babordo, mentre altri pezzi sono stati montati su supporti appositi, visibili ad occhio nudo a causa del differente colore del legname.
Dopo il rinvenimento, i legni vennero dapprima messi in vasche d'acqua dolce e, successivamente la nave venne reimmersa in una vasca con cera sintetica (polietelene glycol – PEG 4000 ad alta percentuale) dissolta in acqua a diverse concentrazioni e temperature.
La nave punica venne poi esposta nel museo nel 1978, ma per 21 anni rimase sotto un telone in quanto le condizioni architettoniche del museo non erano idonee per la sua corretta esposizione; infatti la si poteva ammirare soltanto tramite alcune finestrelle di plastica trasparente poste lungo le fiancate della copertura.
Nel maggio del 1999, ultimati i lavori che permisero la creazione di un clima adatto ad una conservazione ottimale, attraverso l'installazione di impianti di climatizzazione per mantenere umidità e temperatura costanti, venne tolto il telone e la nave fu esposta al pubblico.

## La struttura della nave

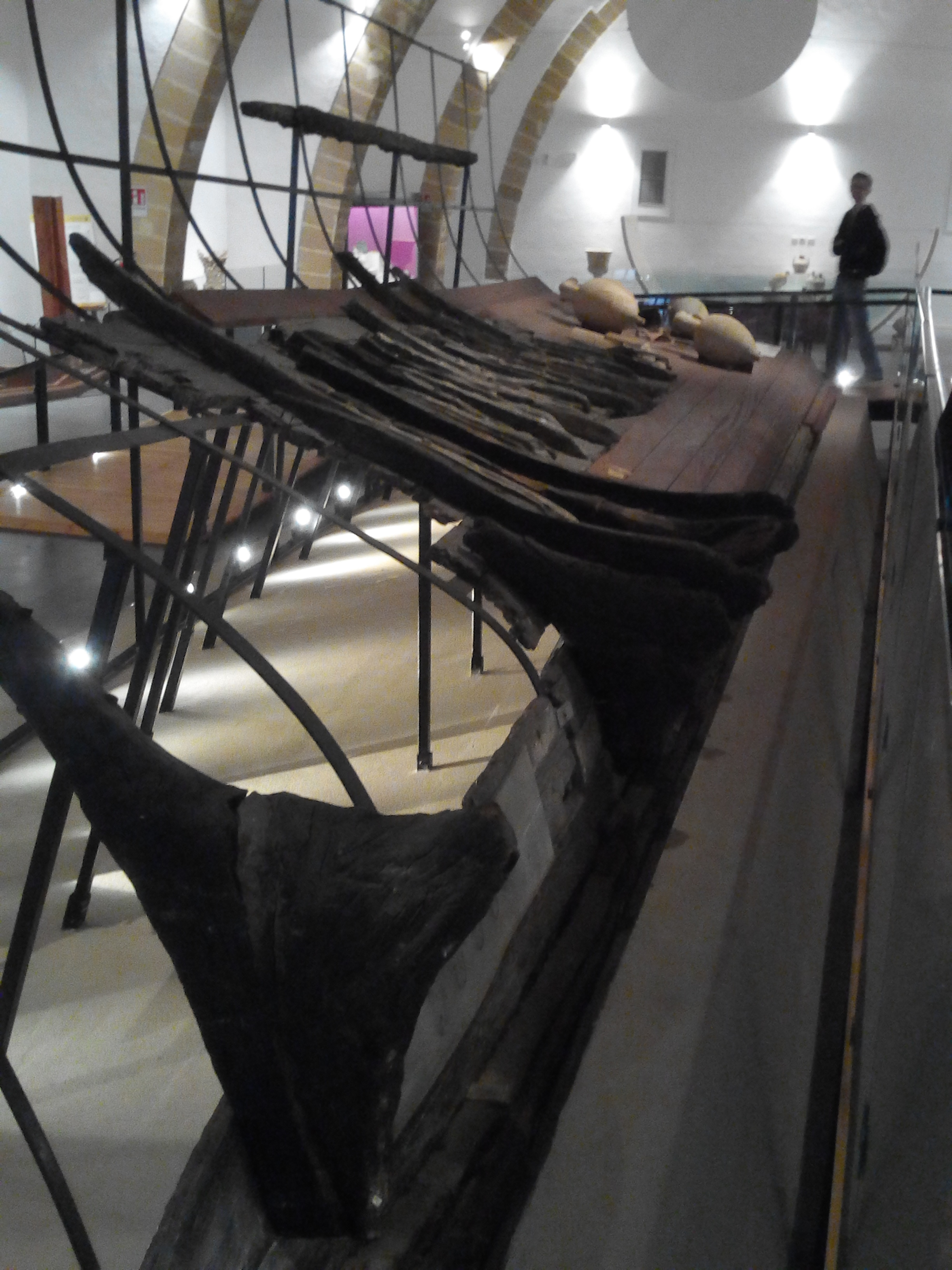
I resti dello scafo

Rappresenta un'importante testimonianza della Prima guerra punica, quindi è antecedente al 241 a.C.
Della nave punica si è conservata la parte poppiera e la fiancata di babordo, per circa 10 metri di lunghezza e 3 di larghezza. Rossella Giglio ipotizza che: «[...] ipoteticamente la lunghezza era di m. 35, la larghezza di 4,80, la stazza di tonnellate 120, con un possibile equipaggio di 68 vogatori, 34 per lato, che azionavano i 17 remi di ogni fiancata.».
La nave punica era costruita secondo la tecnica detta «a guscio portante», basata sulla realizzazione prima del fasciame e poi della struttura interna. La parte esterna era rivestita da lamiere di piombo, fissate con chiodi di bronzo, mentre un tessuto impermeabilizzante stava in mezzo tra il fasciame ed il rivestimento metallico. La parte interna, invece, era costituita da madieri e ordinate, rispettivamente costruite in quercia e acero le prime, e in pino e acero le seconde, mentre il fasciame era realizzato in pino silvestre e marittimo.
I segni geometrici che si trovano sulla nave costituivano le linee-guida per la costruzione della stessa e costituiscono, già da soli, una testimonianza di grande importanza.Aveva un'àncora,una chiglia e un rostro.

## Nave da guerra o nave oneraria?
Sono numerose le questioni ancora aperte sulla nave punica di Marsala. Prima di tutto ci si chiede ancora se fosse una nave da guerra o una nave oneraria (da carico) anche se addirittura c'è chi mette in dubbio che fosse effettivamente una nave punica.

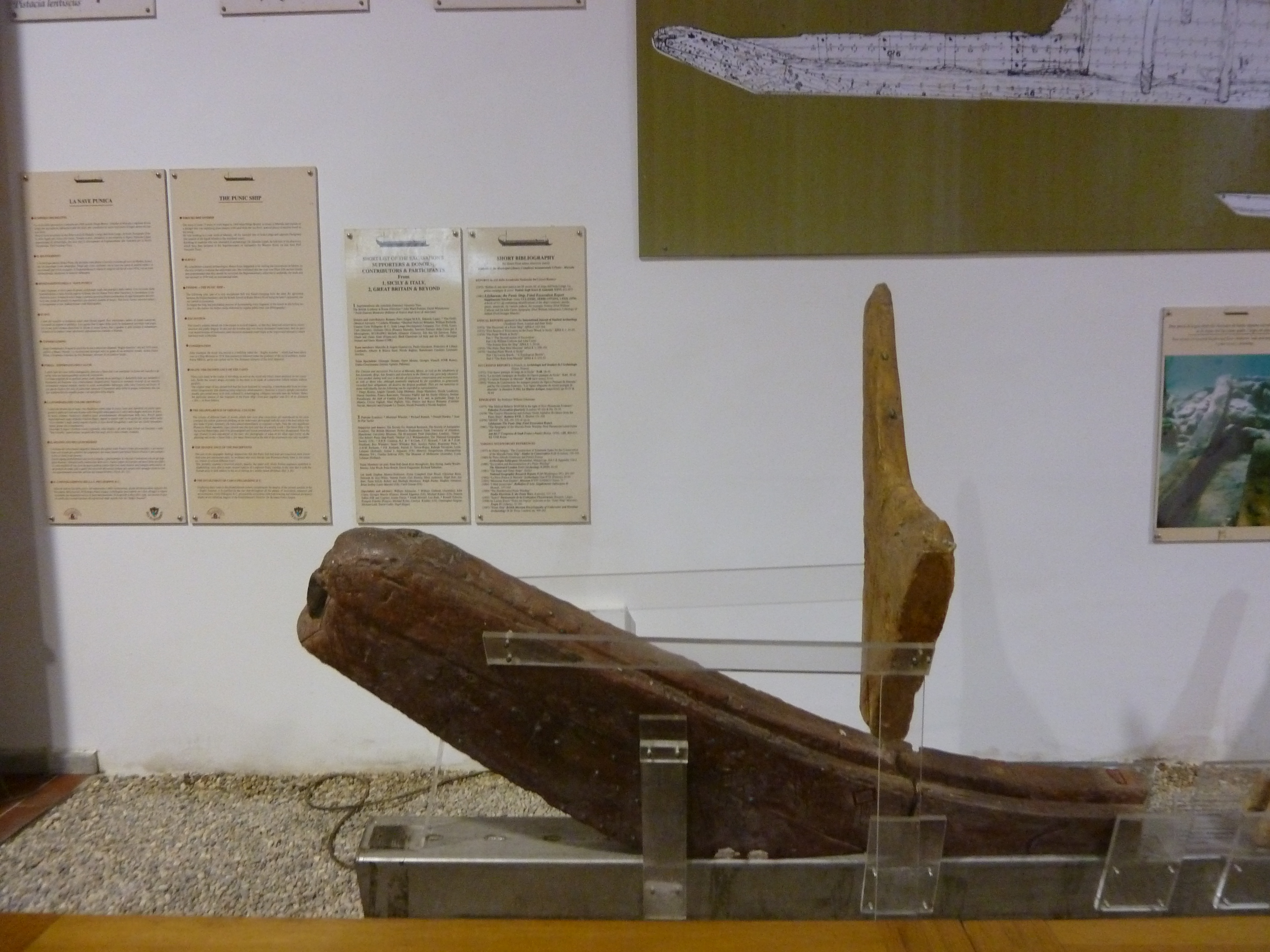
Particolare della chiglia

Caratteristica importante di questo tipo d'imbarcazione era il rostro, elemento tipico delle navi puniche da guerra, una punta di bronzo o lignea posta sulla prua sotto il livello del mare, che serviva a speronare le navi nemiche e che dopo lo scontro si staccava dalla chiglia facendo affondare la nave speronata. Anche se della nave di Marsala si conserva solo una parte della poppa, gli studiosi suppongono che a prua ci potesse essere un rostro, proprio come quello che si è trovato nel 2004 a Trapani in quanto intorno ai legni ricurvi del lato di prua sono state rinvenute tracce di tessuto imbevuto di resina e un frammento di lamina di piombo.
Ciò fa pensare che probabilmente questa nave fosse una nave da guerra, teoria sostenuta dall'archeologa Honor Frost, dalla Giglio e da molti altri studiosi
A favore di questa tesi, ci sarebbe anche la questione della datazione, che il test del carbonio 14 fissa alla metà del III secolo a.C. Sulla scorta di questi dati la Giglio sostiene che la nave  «con tutta probabilità affondò il 10 marzo del 241 a.C., nel corso della battaglia navale combattuta nel mare delle Egadi che concluse la prima guerra punica».

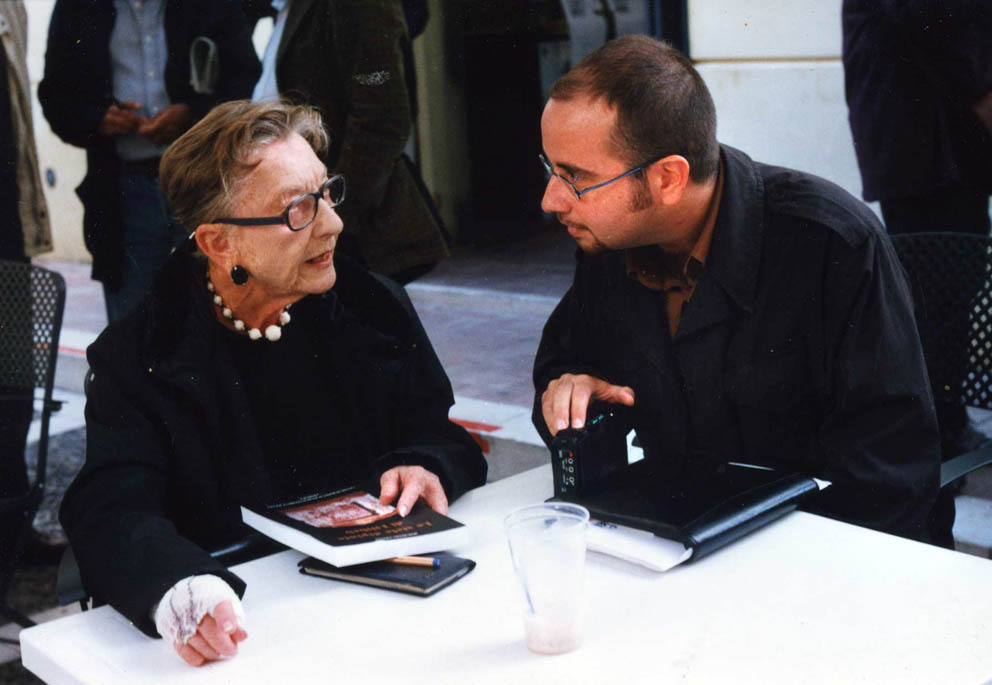
L'archeologa Honor Frost e il prof. Maurizio Vento

Maurizio Vento, docente di latino nei licei e autore di un testo sull'argomento,  sostiene che si tratta di una nave da trasporto, in quanto le misure e la forma coincidono con quelle delle classiche navi puniche onerarie. Egli inoltre sottolinea che l'identificazione fatta dalla Frost fosse più legata al fatto che all'epoca del rinvenimento, il ritrovamento di una nave punica da guerra costituiva un vero e proprio sogno per gli archeologi. Come scrive infatti la Frost alla vigilia del rinvenimento: «[…] Ancora una volta non si può dire niente fin quando uno scavo sarà stato realizzato, eccetto che la scoperta di una nave da guerra antica è da un secolo il vecchio sogno degli archeologi navali. Nessun relitto di questo genere è stato mai scoperto […]».  Sono affermazioni che svelano, secondo Maurizio Vento che  «prima ancora che fossero visitati scientificamente i reperti» esisteva il proposito «di voler materializzare quel sogno, non tenendo conto di molti fattori che, pur messi in luce da tempo, vengono generalmente trascurati».
I dubbi di Vento vengono alimentati ulteriormente anche dal fatto che in questa nave si sia trovato « il vasellame (ciotole, macine per granaglia, poche anfore per l'acqua potabile, per il vino e per la salsa di pesci), i rifiuti degli alimenti (come resti ossei di animali da cacciagione o come resti vegetali quali noccioli di frutta secca, di olive in salamoia), numerosi oggetti (come legna da ardere, tappi di anfore, cordami, canapa per spaghi e stoppa, pece, punteruoli per funi, attrezzi da pesca) che fanno tutti parte del normale corredo delle navi onerarie e sono presenti pure a bordo della nave punica di Marsala» – e, invece, non si sono trovati – «i moltissimi remi (che permettevano le rapide mosse strategiche per colpire il fianco della nave nemica), le catene dei numerosi rematori e i banconi dove sedevano» – ma soprattutto –  «il rostro bronzeo tricuspidato, le varie armi (scudi, corazze, spade, pugnali ecc.), e poi materiali di ricambio, argani, carrucole, arnesi vari, e tutto ciò che è facile immaginare fosse il consueto corredo di una nave bellica».
Un'altra considerazione importante viene fatta da Piero Bartoloni citato da Maurizio Vento, e cioè che «le navi onerarie di Cartagine erano lunghe tra i 20 e i 30 metri, con una larghezza compresa tra i 5 e i 7 metri, e avevano un tirante d'acqua di circa un metro e mezzo, analogo all'altezza dell'opera morta» - e ancora - «tra la carena ed il pagliolo era situata la zavorra, costituita da pietrame in schegge ed eventualmente sostituita con sabbia se il carico era costituito da anfore; per attutire gli urti delle pietre contro i corsi, veniva disposta una coltre di fogliame. Lo stesso carico costituiva parte necessaria della zavorra, come è dimostrato indirettamente da una delle navi puniche di Punta Scario, all'interno della quale è stata rinvenuta una certa quantità di pietrame che, a quanto risulta dalle analisi effettuate, proveniva probabilmente dalla costa settentrionale del Lazio». E conclude dicendo che «questo rinvenimento […], secondo il nostro avviso, dimostra che la nave in questione era giunta carica nel porto etrusco e che, una volta scaricati i prodotti importati e non essendovi nulla da caricare per il viaggio di ritorno, la sua zavorra era stata sostituita con del pietrame locale».
Maurizio Vento conclude dicendo che «la nave oneraria […] sarebbe dunque naufragata per un errore del nocchiere, dovuto o ad imperizia o più probabilmente a cause naturali (come, ad esempio, una tempesta), al momento di virare nei pressi del Borrone, lungo l'unica rotta praticabile che consentisse di approdare in quella che un tempo era stata la Cartagine siciliana».